# Gordon Bottomley
Gordon Bottomley (20. února 1874 Keighley, Yorkshire – 25. srpna 1948 Perth, Skotsko) byl anglický básník, divadelní dramatik, ovlivněný zejména pozdní viktoriánskou romantikou, pre-rafaelity a Williamem Morrisem. Od dětství byl postižen tuberkulózou.

## Životopis
Gordon Bottomley se narodil 20. února 1874 v anglickém Keighley, West Riding, Yorkshire, jako jediné dítě Marie a Alfreda Bottomleye. Nejprve byl doma vychováván matkou a poté navštěvoval místní gymnázium. V sedmi letech onemocněl tuberkulózou, což ho ovlivnilo na celý život. Byl invalidní a nebyl schopen cestovat ani trvale žít ve městě. V šestnácti letech se stal mladším úředníkem v Craven Bank v Keighley. Po dalším ataku nemoci byl v roce 1891 byl převeden do pobočky v Bradfordu. Poprvé zde navštívil divadlo a uviděl nadšené diváky hry Oscara Wilda Vějíř Lady Windermerové. Tak začal jeho zájem o divadlo. Po dalším záchvatu nemoci v roce 1892 Bottomley opustil Bradford a přestěhoval se do Cartmelu v Lancashire a začal psát poezii. V roce 1895 potkal Emily Burtonovou a v roce 1905 se vzali. Od roku 1914 až do své smrti v roce 1948 žil v Silverdale, poblíž Carnforth. V roce 1944 získal čestný doktorát na univerzitě v Leedsu. Bottomley zemřel v roce 1948, přežil svou ženu o necelý rok. Jejich popel je uložen v St. Fillan's Chapel v Dundurnu (dnešní Strathearn) v Perthu ve Skotsku.

## Ovlivněn
Bottomley začal psát poezii v roce 1890. Byl ovlivněn romantickými básníky. Přátelil s mnoha známými spisovateli, básníky a dalšími umělci, se kterými si především dopisoval. Londýn navštěvoval pouze příležitostně. Návštěvníky v jeho domě byli například Arthur Ransome a Philip Edward Thomas,(3. března 1878 – 9. dubna 1917), britský básník a spisovatel, padlý v bojích první světové války. Jeho první kniha The Mickle Drede and Other Verses byla vydána soukromě v Kendalu v roce 1896. Bottomley napsal mnoho dalších básní a her, které zpravidla hrají amatéři nebo jsou hrána v experimentálních divadlech. V roce 1922 upravil poezii Isaaca Rosenberga, který jej v dopisech podporoval od roku 1915. Bottomleyho psaní bylo vždy pevně zakotveno v přírodě, jeho ovlivnění básníkem W. B. Yeatsem se projevilo v jeho pozdních hrách.

## Umělecká sbírka
Byl velkým přítelem malíře Paula Nashe. V roce 1910 je spojila Nashova láska k poezii a Bottomleyova rozsáhlá znalost malby. Bottomley povzbuzoval mladého umělce a výměnou Nash vytvořil několik návrhů pro Bottomleyovy hry, které vystavoval nebo použil jako ilustrace. Navzdory rozdílnému uměleckému vkusu jejich přátelství přežilo a plodná celoživotní korespondence mezi oběma muži byla publikována v roce 1955.
Bottomley studoval umění a byl vášnivým sběratelem. Kupoval umělecká díla, kdykoli si to mohl dovolit, a mnozí jeho přátelé mu také vděčili za jeho podporu a přátelství. Ve čtyřicátých letech dvacátého století Bottomley a jeho žena Emily věnovali svou osobní uměleckou sbírku šesti set maleb, tisků a kreseb do Muzea a galerie umění Tullie House v Carlisle v Cumberlandu. Cenná byla sbírka prací prerafaelitů včetně obrazů Dante Gabriela Rossettiho, Edwarda Burne-Jonese, Williama Morrise, Arthura Hughese, Forda Madox Browna, Elizabeth Siddal a Simeona Solomona. Kolekce zahrnovala také práci umělců jiného žánru, včetně Stanleyho Spencera, Samuela Palmera, Alberta Moora, Frederica, Lorda Leightona, Henri Fantin-Latoura. Byl zde zastoupen i Lucien Pissarro, William Nicholson, Walter Crane, Charles Conder, Jessie Marion King, dcera Williama Morrise May Morris, William Rothenstein, Charles Ricketts a samozřejmě Paul Nash.

## Dílo
| Hry 1902–1929         | Rok  | Hry 1930–1953                           | Rok  | Poezie                            | Rok        |
| --------------------- | ---- | --------------------------------------- | ---- | --------------------------------- | ---------- |
| The Crier by Night    | 1902 | Festival Preludes                       | 1930 | The Mickle Drede and Other Verses | 1896       |
| Midsummer Eve         | 1905 | A Carol for Christmas – Day before Dawn | 1930 | Poems at White Nights             | 1899       |
| Laodice and Danaë     | 1909 | "A Parting"                             |      | The Gate of Smaragdus             | 1904       |
| The Riding to Lithend | 1909 | Lyric Plays                             | 1932 | Chambers of Imagery               | 1907, 1912 |
| King Lear's Wife      | 1920 | The Acts of St. Peter                   | 1933 | A Vision of Giorgione             | 1910       |
| Gruach                | 1921 | Choric Plays                            | 1939 | Poems of Thirty Years             | 1925       |
| Britain's Daughter    | 1921 | Kate Kennedy                            | 1945 | Darn and lies                     |            |
| Scenes and Plays      | 1929 | Poems and Plays                         | 1953 |                                   |            |

### Editor
Jako editor spolupracoval na sbírce The Collected Poems Isaaca Rosenberga (1937) spolu s Denysem Hardingem, Schocken Books, New York, ISBN 978-0-80523-036-9